# 黄鶴楼

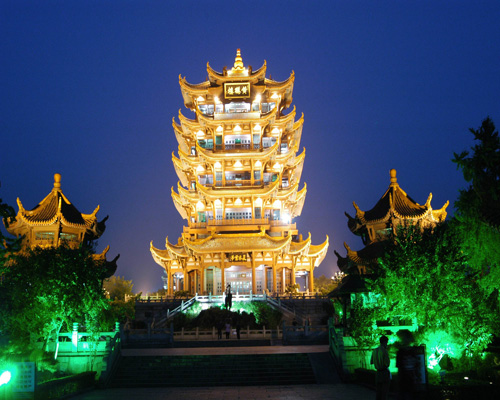
ライトアップされた黄鶴楼

黄鶴楼（こうかくろう、簡体字中国語: 黄鹤楼、拼音: Huáng Hè Lóu）は、現在の中華人民共和国武漢市武昌区にかつて存在した楼閣。現在は1985年に元の地点から約1キロ離れた位置に再建された楼閣がある。武漢随一の名勝地であり、中国の『江南三大名楼』のひとつである。
李白の代表的な漢詩「黄鶴楼にて孟浩然の広陵に之くを送る」や崔顥の「黄鶴楼」にてその名を知られている。

## 歴史

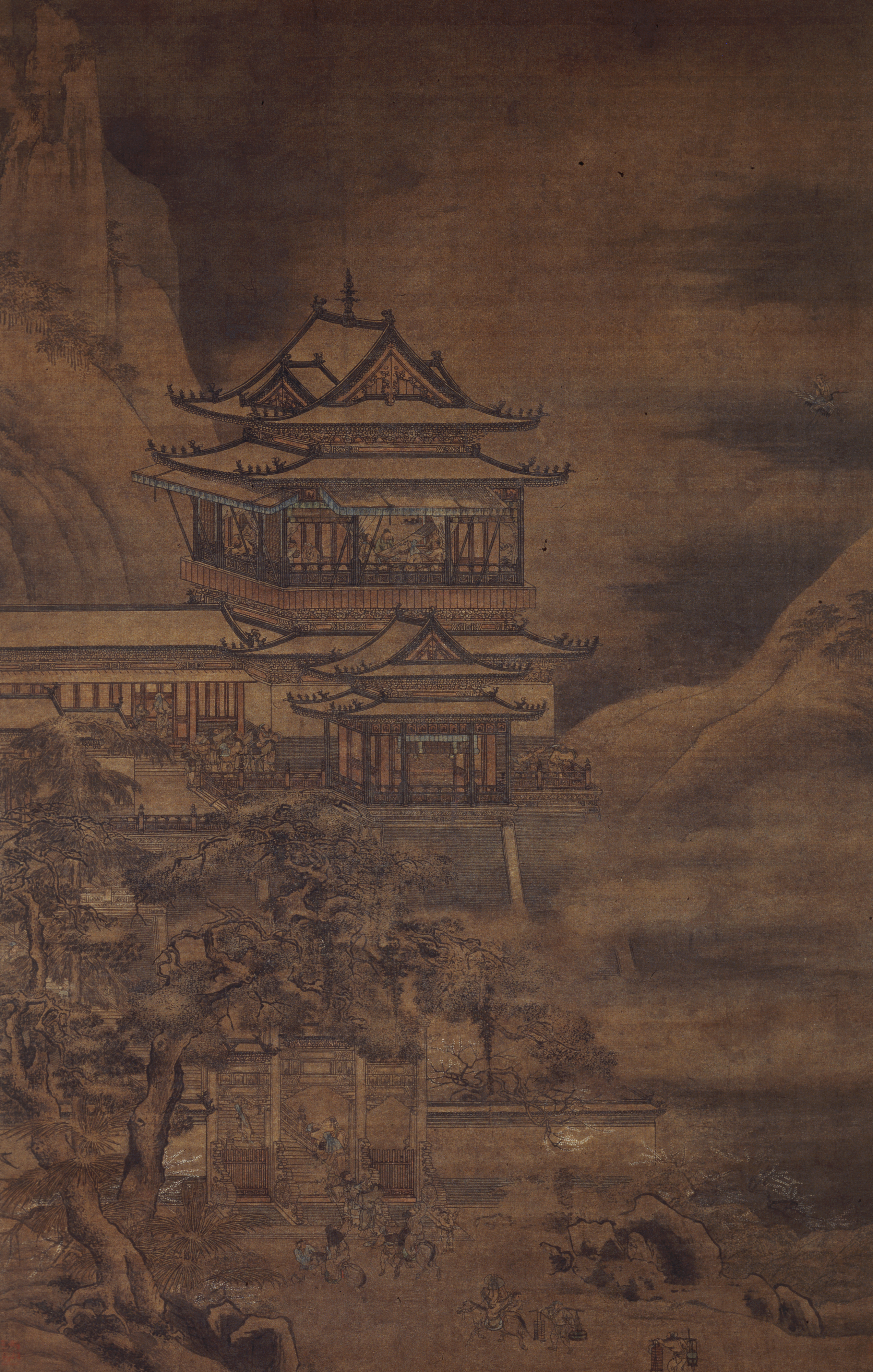
明の安正文『黄鶴楼図』では大きく形が異なる

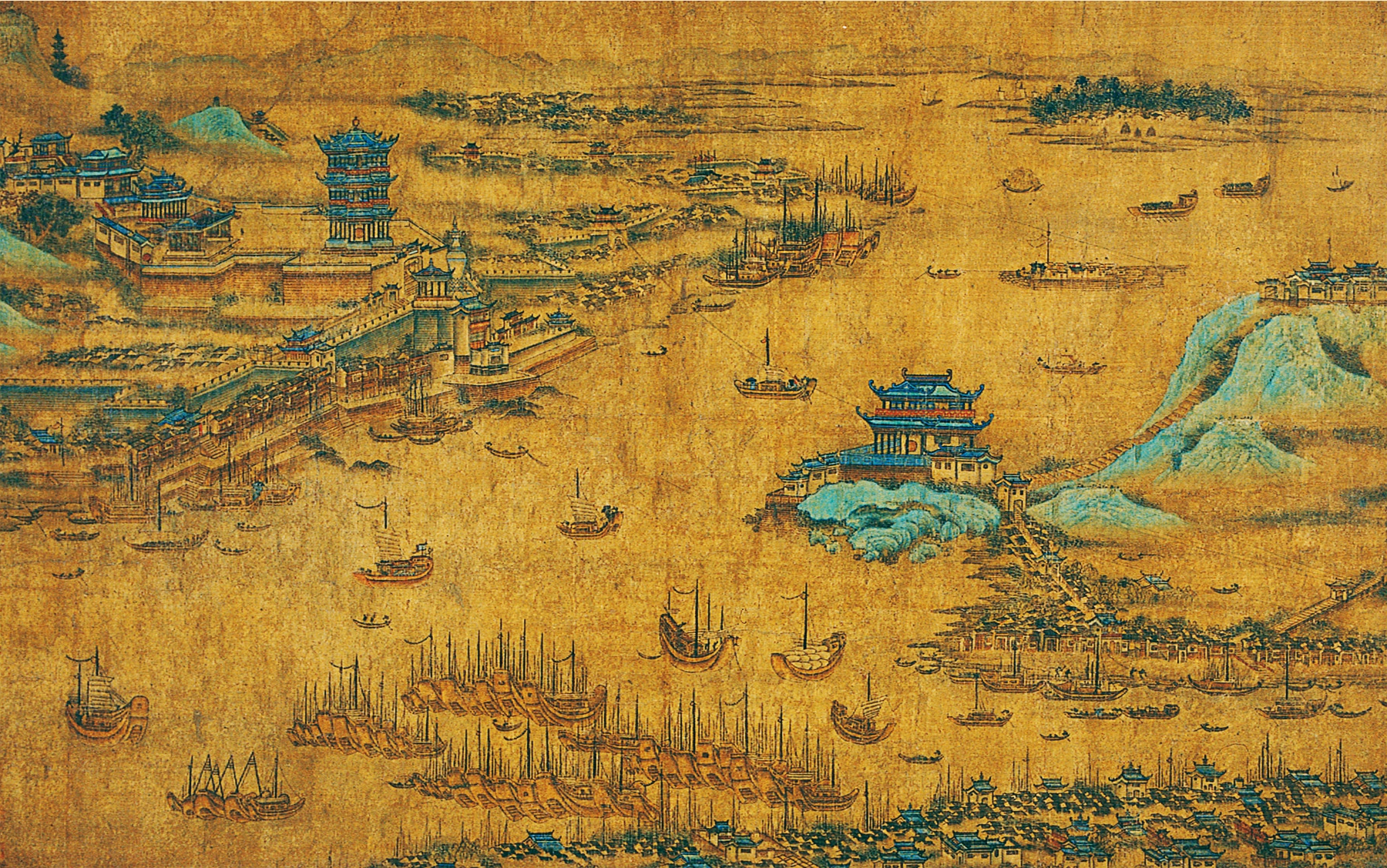
明・佚名『江漢攬勝図軸』（武漢市博物館所蔵） — かれたのは明の時代の武漢三鎮、揚子江の左に聳え立つのは黄鶴楼

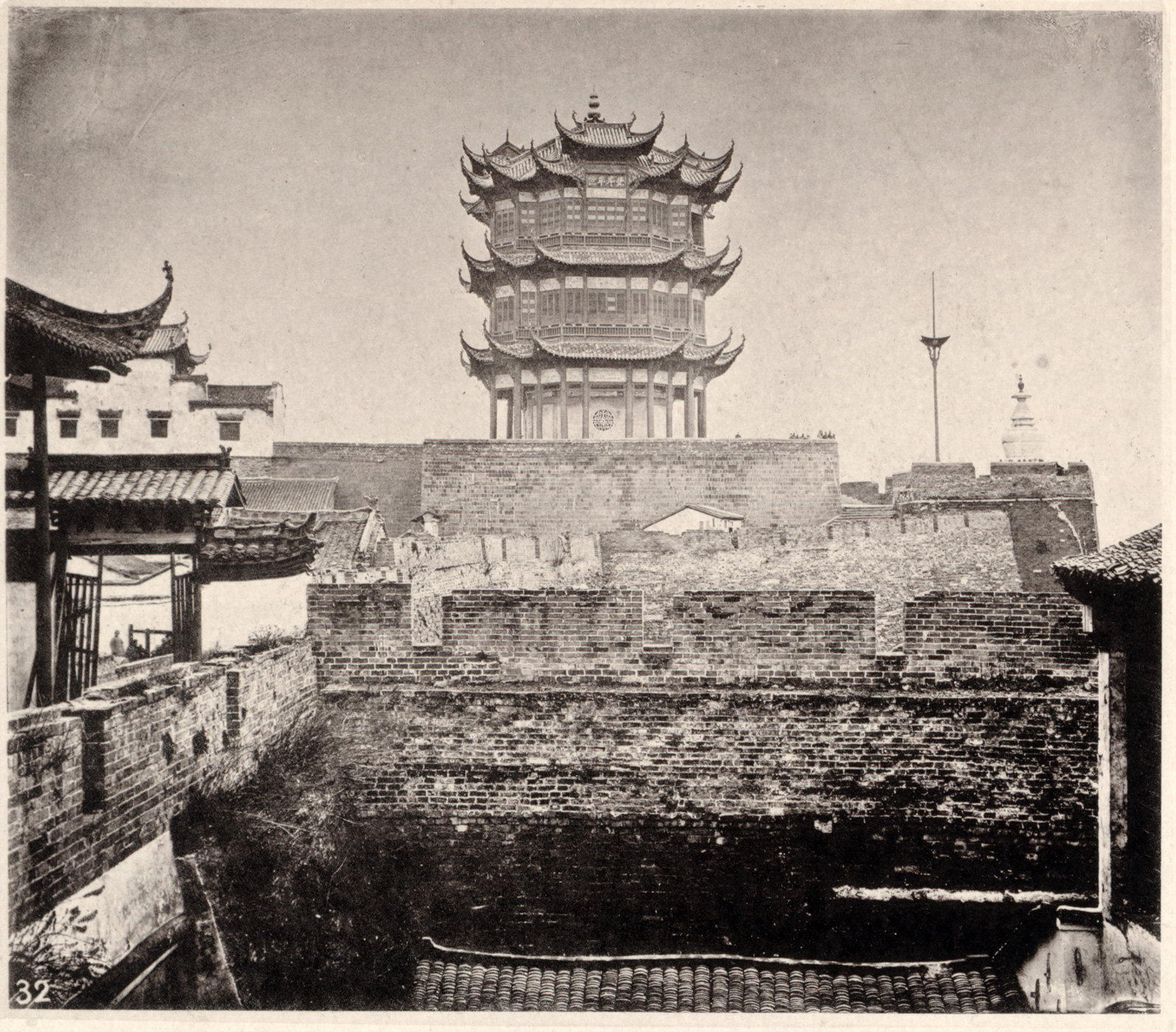
1871年の黄鶴楼

三国時代の223年、呉の孫権によって軍事目的の物見櫓として建築されたが、後には主に観光目的の楼閣になった。唐の永泰元年（765年）に書かれた閻伯瑾「黄鶴楼記」に楼閣の盛大な様子を記している。
黄鶴楼は幾度も焼失と再建が繰り返された。清の光緒10年（1884年）の太平軍の武昌攻撃の際に火事で失われた後、1904年に湖北巡撫の端方の命令により黄鶴楼の旧蹟地に建てられた2階建ての西洋式の火の見櫓と1907年に張之洞の門生らに建てられた「奥略楼」があったが、両方とも1955年に武漢長江大橋の建設のために取り壊された。

## 伝承
黄鶴楼には、以下のような伝承が残っている。
昔、辛氏という人の酒屋があった。そこにみすぼらしい身なりをした仙人がやってきて、酒を飲ませて欲しいという。辛氏は嫌な顔一つせず、ただで酒を飲ませ、それが半年くらい続いた。ある日、道士は辛氏に向かって「酒代が溜まっているが、金がない」と言い、代わりに店の壁にみかんの皮で黄色い鶴を描き、去っていった。客が手拍子を打ち歌うと、それに合わせて壁の鶴が舞った。そのことが評判となって店が繁盛し、辛氏は巨万の富を築いた。その後、再び店に仙人が現れ、笛を吹くと黄色い鶴が壁を抜け出してきた。仙人はその背にまたがり、白雲に乗って飛び去った。
辛氏はこれを記念して楼閣を築き、黄鶴楼と名付けたという。
また、閻伯瑾の「黄鶴楼記」には、三国時代の蜀漢の政治家費禕が仙人に登り黄鶴に乗って飛来し、ここで休んだという伝説が記載されている。

## 黄鶴楼を詠んだ漢詩
崔顥（唐代） 「黄鶴楼」
昔人已乗黄鶴去，此地空余黄鶴楼。
黄鶴一去不復返，白雲千載空悠悠。
晴川歴歴漢陽樹，芳草萋萋鸚鵡洲。
日暮郷関何処是？煙波江上使人愁。
（通釈）崔顥
昔の仙人はすでに黄鶴に乗って飛び去り、　この地には黄鶴楼だけが空しく残された
黄鶴は飛び去ったきりかえって来ず、　白雲だけが千年もの間も悠々と流れ続けている
晴れわたった長江の対岸には漢陽の樹々くっきりと見え、　芳しい草が鸚鵡洲のあたりに青々と生い茂る
日の暮れゆく中、我が故郷はどの方角にあるのだろうか？　やがて川の上には波や靄が立ち込め、私の心を深い悲しみに誘うのだ
李白（唐代） 「黄鶴楼送孟浩然之広陵」
故人西辞黄鶴楼，煙花三月下揚州。
孤帆遠影碧空尽，唯見長江天際流。
（通釈）
昔からの友人（である孟浩然）が黄鶴楼に別れを告げようとしている、　霞だって花が咲いているこの三月に揚州へと下っていくのだ
船の帆がだんだんと青空に吸い込まれるように小さくなってゆき、　ただ長江が天の彼方に向かって流れているのが見えるだけになってしまった
李白（唐代）「与史郎中欽聴黄鶴楼上吹笛」
一為遷客去長沙，西望長安不見家。
黄鶴楼中吹玉笛，江城五月落梅花。
（通釈）
このたび遠国に流される身となって長沙の地まで来た、　ここから西の方にある長安を望んでもわが家は見えない
この黄鶴楼で望郷の念にかられていると 誰かが楼中で吹く笛の音が聞こえてきた、　しかもそれは名曲「落梅花」ではないか。ああ、長江の流れに臨む武昌の町で、夏の五月に季節はずれの梅が散り落ちるとは
陸游（宋代）「黄鶴楼」
手把仙人緑玉枝，吾行忽及早秋期。
蒼龍闕角帰何晩，黄鶴楼中酔不知。
江漢交流波渺渺，晋唐遺跡草離離。
平生最喜聴長笛，裂石穿雲何処吹？
毛沢東（近代）「菩薩蛮・黄鶴楼」
茫茫九派流中国，沉沉一綫穿南北。
煙雨莽蒼蒼，亀蛇鎖大江。
黄鶴知何去？剰有遊人処。
把酒酹滔滔，心潮逐浪高！

## 現在の黄鶴楼
先代の黄鶴楼は清の同治7年（1868年）に再建され光緒10年（1884年）に焼失した。その後100年間再建されなかったが、この清同治楼を参考にして1985年6月に再建されたものが現在の黄鶴楼である。現在の黄鶴楼は高さは約51.4m、八角形の最上層の長辺は18mである。

## 黄鶴楼公園

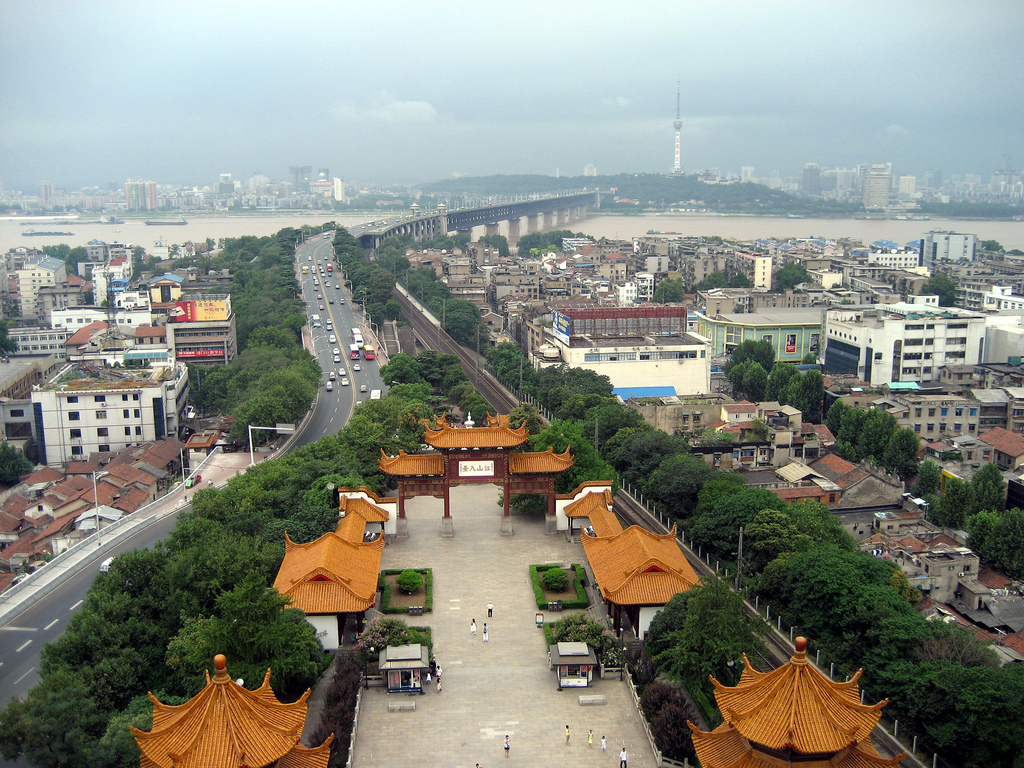
黄鶴楼から西門・武漢長江大橋方向を望む

黄鶴楼は長江右岸の蛇山の山頂にあり、蛇山周辺一帯は「武漢黄鶴楼公園」として整備されている。黄鶴楼公園の敷地は解放路に面した西門（西端）から首義公園に面する東門（東端）まで、また北辺は京広鉄路で区切られていて、その面積は40.3haである。中国の5A級観光地（2007年認定）。公園は毎日8時から18時（冬季は17時）まで開いており、入場料は大人80元、子供及び学生は40元である（2018年1月現在）。
西門（西大門）から入場すると、勝像宝塔（元代の白塔）・三楚一楼の牌坊を通り過ぎ黄鶴楼のある山頂付近の広場に出る。黄鶴楼バス停や駐車場がある東門（東大門）から入ると、岳飛の銅像・紫薇苑・梅林・鵞池・白雲閣などを経て黄鶴楼のある山上に達する。
- 勝像宝塔（別名 元代白塔）- もともとは蛇山の西端付近にあったとされ、1984年に現在の場所に移設された。1343年、モンゴル帝国の皇族コンチェク・ブカ（寛徹普化）により造られた仏舎利塔とされる。形が灯篭に似ているため、三国時代に諸葛亮が関羽の水軍を導くため灯台として用いたとの伝説もある。円筒が重なったの五重塔のそれぞれの段を地・水・火・風・空の五大と見立てて『五輪塔』とも呼ばれる。高さ9.36m、座の部分の直径5.68m
- "三楚一楼"大牌坊 - 三楚の地域内で最も優れた塔であるという漢詩『擱筆題詩，両人千古；臨江呑漢，三楚一楼』に因んだ碑坊
- 南軒・北軒
- "黄鶴帰来"青銅彫像 - 亀・蛇・鶴の吉祥動物の組み合わせ像。黄鶴楼にまつわる鶴の伝承を造形化したもので、この公園に置かれているものは、1997年に湖北省から香港に贈られた彫像の製作時模型である
- 黄鶴楼
- 費禕亭
- 呂仙洞
- 留雲亭
- 石照亭
- 仙棗亭
- 百松園
- 杜鵑園
- 抱膝亭
- 梅園
- 乖崖亭
- 一覧亭
- 奇章亭
- 岳飛銅像（岳飛銅彫）- 身長6.3mの岳飛像
- 岳飛功徳坊
- 四季牌坊
- 白雲閣 - 海抜75.5mの蛇山山頂にある。建物の高さは41.7m。1992年1月に、消防署の火の見櫓の跡地に造られた建物
- 涌月台
- 落梅軒
- 紫薇苑
- 鵞碑亭
- 白龍池
- "九九帰鶴図"浮彫
- 毛沢東詞亭 - 1927年に毛沢東が詠んだ漢詩『菩薩蛮・黄鶴楼』と、1956年の『水調歌頭・游泳』が刻まれている句碑が置かれている詞亭。1992年に造られた
- 南楼
- 古碑廊
- 奇石館
- "崔顥台詩図"浮彫
- 擱筆亭
- 跨鶴亭
- 紫竹苑
- 鵞池
- 詩碑廊

## 隣接する著名な観光地
- 辛亥革命武昌起義記念館
- 蛇山武昌起義軍砲台（首義公園内）
- 武漢長江大橋

## 交通機関
- 武漢地下鉄4号線 復興路站の北北東 約1.5km または 同站から公交717路等に乗車し解放路後長街バス停下車すぐ
- 黄鶴楼バス停下車すぐ
- 武漢地下鉄5号線 司門口站 または 民主路司門口バス停の南西約500m